# Jay Nash McCrea
Jay Nash McCrea (Springfield, 15 gennaio 1887 – Cudahy, 20 settembre 1959) è stato un pistard statunitense.
McCrea partecipò ai Giochi olimpici di Saint Louis 1904 nelle gare di un miglio e cinque miglia di ciclismo. Nella prima gara fu eliminato al primo turno mentre nella seconda fu costretto al ritiro.

## Piazzamenti

### Competizioni mondiali
- Giochi olimpici

St. Louis 1904 - Un miglio: eliminato al primo turno
St. Louis 1904 - Cinque miglia: ritirato